# James Kelman

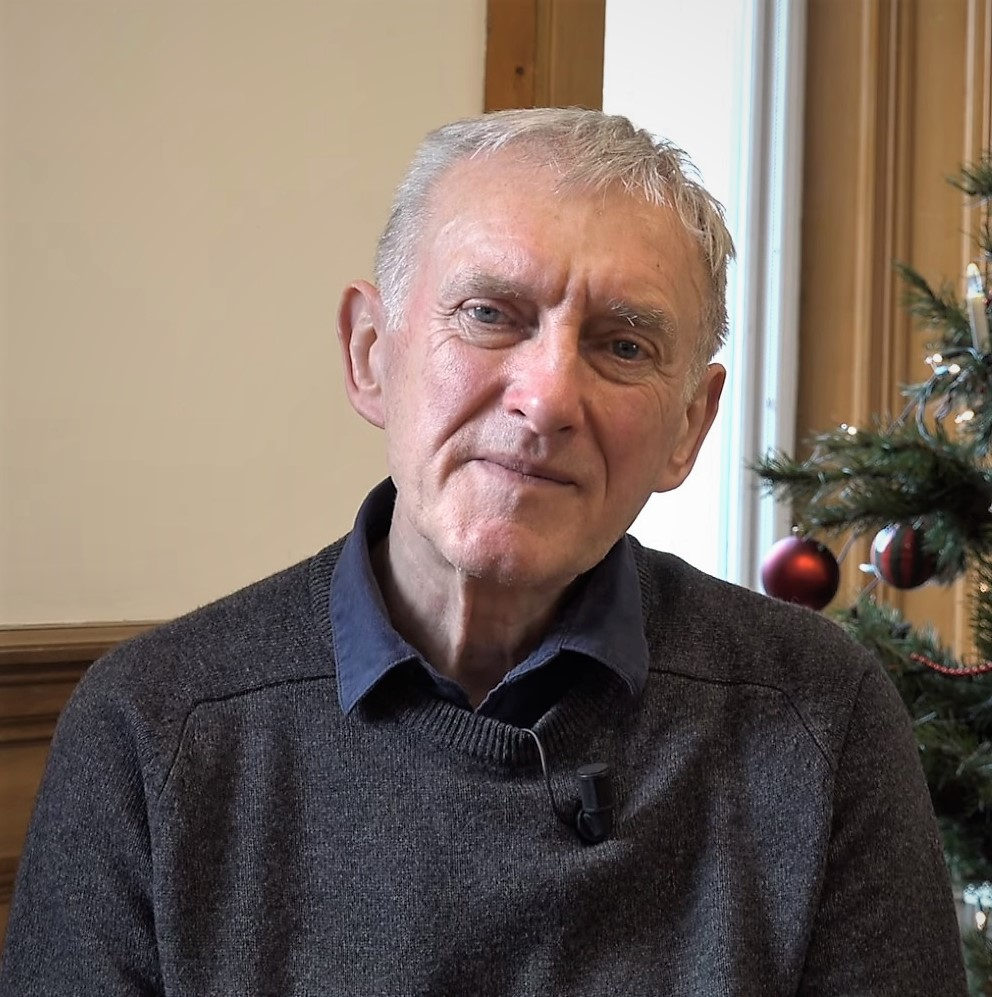
James Kelman, 2019

James Kelman (* 9. Juni 1946 in Glasgow) ist Autor von Romanen, Kurzgeschichten und Aufsätzen, die sich überwiegend mit dem Leben der Arbeiter- und Unterschicht in Glasgow beschäftigen.

## Autorenlaufbahn
James Kelman begann seine Laufbahn in den siebziger Jahren als Autor von Kurzgeschichten, die zunächst in Zeitschriften erschienen und 1973 in An Old Pub Near The Angel gesammelt erschienen. Zusammen mit Alasdair Gray, Tom Leonard und Liz Lochhead bildete er einen losen Zirkel von Autoren aus Glasgow. Im Jahr 1984 veröffentlichte er mit The Busconductor Hines seinen ersten Roman. Seinen überregionalen Durchbruch als Romanautor hatte er mit A Disaffection (1989), das auf die Auswahlliste des Booker Prize kam, und mit How late it was, how late (1994), mit dem er den Booker Prize schließlich gewann. Im Jahr 1998 wurde Kelman für seine Kurzgeschichtensammlung The Good Times. als "Scottish Writer of the Year" ausgezeichnet.

## Stil
In seinen Kurzgeschichten und Romanen entwickelt Kelman eine für ihn inzwischen typische Form der Gedankenstromtechnik. Die Texte sind daher in einer stilisierten Umgangssprache gehalten und oft mit Kraftausdrücken durchsetzt. Damit wirkte Kelman stilbildend und hatte großen Einfluss auf jüngere schottische Autoren wie Irvine Welsh und Janice Galloway oder Douglas Stuart, der 2020 seinerseits den Booker Prize gewann und sich ausdrücklich auf Kelman bezieht.
Nach der Verkündung des Booker Prize für How late it was, how late kam es aufgrund seines typischen Stils zu einer Kontroverse in den britischen Feuilletons. Da in diesem Roman rund 4000 Mal das Wort "fuck" vorkomme, sei es eine Schande, dass der Preis an dieses Buch gehe, so Booker-Preisrichterin Julia Neuberger.

## Werke

### Kurzgeschichtensammlungen
- An Old Pub Near the Angel (1973)
- Not Not While the Giro (1983)
- Lean Tales (1985) (mit Alasdair Gray und Agnes Owens)
- Greyhound for Breakfast (1987) (dt. Windhund zum Frühstück, 1993)
- The Burn (1991)
- The Good Times (1998)

### Romane
- The Busconductor Hines (1984) (dt. Busschaffner Hines, 2003)
- A Chancer (1985) (dt. Zocker, 1993)
- A Disaffection (1989) (dt. Sieben Tage im Leben eines Rebellen, 1994)
- How late it was, how late (1994) (dt. Spät war es, so spät, 2004)
- Translated Accounts (2001)
- You Have to Be Careful in the Land of the Free (2004)
- Kieron Smith, boy (2008)
- Dirt Road. Edinburgh : Canongate, 2016

### Aufsatzsammlungen
- Some Recent Attacks (1992)
- And the Judges Said (2002)